# Liste des épisodes de Zorro (série télévisée, 1957)
Pour les articles homonymes, voir Zorro (homonymie).
Voici la liste des épisodes de la série télévisée Zorro.

## Première saison (1957-1958)
1. Nous vous présentons le señor Zorro (Presenting Señor Zorro)
2. Passage secret (Zorro's Secret Passage)
3. Drame au monastère San Gabriel (Zorro Rides to the Mission)
4. Le Fantôme du moine masqué (The Ghost of the Mission)
5. L'Idylle de Zorro (Zorro's Romance)
6. Zorro sauve un ami (Zorro Saves a Friend)
7. Monastario tend un piège (Monastario Sets a Trap)
8. Évènement tragique (Zorro's Ride into Terror)
9. Un procès qui finit bien (A Fair Trial)
10. Garcia en mission secrète (Garcia's Secret Mission)
11. La Situation se complique (Double Trouble for Zorro)
12. Un escrimeur chanceux (Zorro, Luckiest Swordsman Alive)
13. La Chute de Monastario (The Fall of Monastario)
14. L'Ombre d'un doute (Shadow of Doubt)
15. Garcia est accusé (Garcia Stands Accused)
16. Esclaves de l'aigle noir (Slaves of the Eagle)
17. Le Sourire du danger (Sweet Face of Danger)
18. Zorro combat son père (Zorro Fights His Father)
19. La Mort rôde (Death Stacks the Deck)
20. Agent de l'aigle noir (Agent of the Eagle)
21. Zorro tend un piège (Zorro Springs a Trap)
22. Zorro est démasqué (The Unmasking of Zorro)
23. Le Secret de la Sierra (The Secret of the Sierra)
24. Le Nouveau Commandant (The New Commandante)
25. Le Renard contre le loup (The Fox and the Coyote)
26. Adieu, monsieur le magistrat (Adios, Señor Magistrado)
27. Les Complices de l'aigle noir (The Eagle's Brood)
28. Zorro par intérim (Zorro by Proxy)
29. Quintana fait un choix (Quintana Makes a Choice)
30. Zorro met le feu aux poudres (Zorro Lights a Fuse)
31. L'Homme au fouet (The Man with the Whip)
32. La Croix des Andes (The Cross of the Andes)
33. Les Bolas mortelles (The Deadly Bolas)
34. Le Puits de la mort (The Well of Death)
35. Le Nœud coulant se resserre (The Tightening Noose)
36. Les Regrets du sergent (The Sergeant Regrets)
37. L'Aigle s'envole (The Eagle Leaves the Nest)
38. Bernardo face à la mort (Bernardo Faces Death)
39. La Fuite de l'aigle (The Eagle's Flight)

## Deuxième saison (1958-1959)
1. Bienvenue à Monterey (Welcome to Monterey)
2. Zorro fait cavalier seul (Zorro Rides Alone)
3. Le Cheval d'une autre couleur (Horse of Another Color)
4. La Señorita fait son choix (The Señorita Makes a Choice)
5. Rendez-vous au coucher du soleil (Rendezvous at Sundown)
6. Le Nouveau Régime (The New Order)
7. Œil pour œil (An Eye for an Eye)
8. Zorro et le drapeau blanc (Zorro and the Flag of Truce)
9. L'Embuscade (Ambush)
10. Le Farceur (The Practical Joker)
11. La Flèche enflammée (The Flaming Arrow)
12. Zorro se bat en duel (Zorro Fights a Duel)
13. Amnistie pour Zorro (Amnesty for Zorro)
14. Les Fuyards (The Runaways)
15. Le Coffre d'acier (The Iron Box)
16. Le Gai Cavalier (The Gay Caballero)
17. Tornado n'est plus là (Tornado Is Missing)
18. Zorro contre Cupidon (Zorro Versus Cupid)
19. La Légende de Zorro (The Legend of Zorro)
20. Étincelle de revanche (Spark of Revenge)
21. Où est le père ? (The Missing Father)
22. Je vous prie de me croire (Please Believe Me)
23. Le Bijou révélateur (The Brooch)
24. L'Homme des montagnes (Zorro and the Mountain Man)
25. Le Chien des Sierras (The Hound of the Sierras)
26. La Chasse à l'Homme (Manhunt)
27. L'Homme venu d'Espagne (The Man from Spain)
28. Le Trésor du Roi (Treasure for the King)
29. Le Tyran démasqué (Exposing the Tyrant)
30. Zorro prend un risque (Zorro Takes a Dare)
31. Une affaire d'honneur (An Affair of Honor)
32. Le Sergent voit rouge (The Sergeant Sees Red)
33. Invitation à la mort (Invitation to Death)
34. Les Regrets du capitaine (The Captain Regrets)
35. Mascarade pour un meurtre (Masquerade for Murder)
36. Vive le gouverneur (Long Live the Governor)
37. La Tireuse de cartes (The Fortune Teller)
38. Señor Chinois (Señor China Boy)
39. Celui qui le trouve le garde (Finders Keepers)

## Hors saison (1960-1961) VOSTF
1. El Bandido (El Bandido) - ABC, 30 oct. 1960
2. Adios El Cuchillo (Adios El Cuchillo) - ABC, 6 nov. 1960
3. À quand le mariage ? (The Postponed Wedding) - ABC, 1er jan. 1961
4. Une vieille connaissance (Auld Acquaintance) - ABC, 2 avr. 1961